# Paramètres pharmacocinétiques
Pour les articles homonymes, voir Paramètre (homonymie).
 (janvier 2023).
Si vous disposez d'ouvrages ou d'articles de référence ou si vous connaissez des sites web de qualité traitant du thème abordé ici, merci de compléter l'article en donnant les références utiles à sa vérifiabilité et en les liant à la section « Notes et références ».
La mesure de la concentration de médicament dans des échantillons biologiques (dans la majorité des cas le sérum) au cours du temps permet de déduire des paramètres pharmacocinétiques avec lesquels il sera possible de concevoir un schéma d'administration thérapeutique. Cette démarche permet d'éviter un surdosage (qui entrainerait une toxicité accrue) ou un sous-dosage (qui entrainerait un risque accru d'échec thérapeutique).
Les paramètres pharmacocinétiques usuels sont :
- Cl : clairance, la constante de proportionnalité qui relie la vitesse de transfert du principe actif à sa concentration dans un compartiment à un instant donné. Il peut s'agir d'une clairance d'élimination, si l'on réfère à la vitesse de transfert vers l'extérieur de l'organisme (élimination), ou d'une clairance de distribution si l'on réfère à la vitesse de transfert entre le compartiment sanguin et des compartiments extravasculaires.
- Vd : volume apparent de distribution, la constante de proportionnalité qui relie la quantité de médicament présente dans un compartiment à sa concentration plasmatique à un instant donné.
- F : biodisponibilité, la fraction de la dose administrée par une voie autre que le système cardiovasculaire qui atteint la circulation sanguine générale.
- t½ : demi-vie, temps nécessaire pour observer une diminution de 50 % du taux plasmatique.

Il en existe d'autres, qui dépendent de l'analyse pharmacocinétique que l'on veut entreprendre.
La mesure de la concentration de médicament au cours du temps permettra en outre de déduire des variables pharmacocinétiques, qui dépendent de la dose administrée. Les variables usuelles sont :
- ASC : aire sous la courbe (AUC dans IUPAC - un standard international)
- Cmax : concentration maximale observée
- Tmax : temps nécessaire pour atteindre la Cmax